# 小行星27719
小行星27719（27719 Fast）是一颗绕太阳运转的小行星，为主小行星带小行星。该小行星于1989年9月26日发现。

## 轨道参数
小行星27719的轨道半长轴为3.3986089 UA，离心率为0.06。